# Torneo de tenis de Chicago
El Torneo de tenis femenino de Chicago (oficialmente conocido como Virginia Slims of Chicago (1971-78, 1983-94), Avon Championship of Chicago (1979-82) y Ameritech Cup Chicago (1995-97)) fue un torneo de tenis femenino del WTA Tour, que existió entre 1971 y 1997 en Chicago, Illinois, en Estados Unidos. El torneo fue clasificado como Tier III en 1988-1989, Tier I en 1990 y Tier II hasta 1997. Se jugaba sobre moqueta y en pista cubierta. 
Martina Navrátilová fue la tenista más exitosa en sus participaciones con 12 victorias en individuales y 7 en dobles. Otras famosas tenistas que fueron N.º 1 y que alguna vez ganaron el torneo fueron Chris Evert (1977), Monica Seles (1993) y Lindsay Davenport (1997).

## Campeonas

### Individuales
| Fecha                    | Campeona                 | Finalista             | Resultado     |
| ------------------------ | ------------------------ | --------------------- | ------------- |
| 16 de agosto de 1971     | Françoise Durr           | Billie Jean King      | 6-4, 6-2      |
| 5 de marzo de 1973       | Margaret Smith Court     | Billie Jean King      | 6-2, 4-6, 6-4 |
| 25 de febrero de 1974    | Virginia Wade            | Rosie Casals          | 2-6, 6-4, 6-4 |
| 10 de febrero de 1975    | Margaret Smith Court (2) | Martina Navrátilová   | 6-3, 3-6, 6-2 |
| 26 de enero de 1976      | Evonne Goolagong         | Virginia Wade         | 3-6, 6-3, 6-2 |
| 7 de febrero de 1977     | Chris Evert              | Margaret Smith Court  | 6-1, 6-3      |
| 30 de enero de 1978      | Martina Navrátilová      | Evonne Goolagong      | 6-7, 6-2, 6-2 |
| 29 de enero de 1979      | Martina Navrátilová (2)  | Tracy Austin          | 6-3, 6-4      |
| 21 de enero de 1980      | Martina Navrátilová (3)  | Chris Evert           | 6-4, 6-4      |
| 26 de enero de 1981      | Martina Navrátilová (4)  | Hana Mandlíková       | 6-4, 6-2      |
| 25 de enero de 1982      | Martina Navrátilová (5)  | Wendy Turnbull        | 6-4, 6-1      |
| 14 de febrero de 1983    | Martina Navrátilová (6)  | Andrea Jaeger         | 6-3, 6-2      |
| 6 de febrero de 1984     | Pam Shriver              | Barbara Potter        | 7-6, 2-6, 6-3 |
| 16 de septiembre de 1985 | Bonnie Gadusek           | Kathy Rinaldi Stunkel | 6-1, 6-3      |
| 10 de noviembre de 1986  | Martina Navrátilová (7)  | Hana Mandlíková       | 7-5, 7-5      |
| 9 de noviembre de 1987   | Martina Navrátilová (8)  | Natasha Zvereva       | 6-1, 6-2      |
| 7 de noviembre de 1988   | Martina Navrátilová (9)  | Chris Evert           | 6-2, 6-2      |
| 6 de noviembre de 1989   | Zina Garrison            | Larisa Neiland        | 6-3, 2-6, 6-4 |
| 12 de febrero de 1990    | Martina Navrátilová (10) | Manuela Maleeva       | 6-3, 6-2      |
| 11 de febrero de 1991    | Martina Navrátilová (11) | Zina Garrison         | 6-1, 6-2      |
| 10 de febrero de 1992    | Martina Navrátilová (12) | Jana Novotná          | 7-6, 4-6, 7-5 |
| 8 de febrero de 1993     | Monica Seles             | Martina Navrátilová   | 3-6, 6-2, 6-1 |
| 7 de febrero de 1994     | Natasha Zvereva          | Chanda Rubin          | 6-3, 7-5      |
| 6 de febrero de 1995     | Magdalena Maleeva        | Lisa Raymond          | 7-5, 7-6      |
| 28 de octubre de 1996    | Jana Novotná             | Jennifer Capriati     | 6-4, 3-6, 6-1 |
| 3 de noviembre de 1997   | Lindsay Davenport        | Nathalie Tauziat      | 6-0, 7-5      |

### Dobles
| Fecha                    | Campeona                                     | Finalista                                | Resultado     |
| ------------------------ | -------------------------------------------- | ---------------------------------------- | ------------- |
| 16 de agosto de 1971     | Judy Tegartalton Françoise Durr              | Rosie Casals Billie Jean King            | 6-4, 7-6      |
| 5 de marzo de 1973       | Rosie Casals Billie Jean King                | Karen Krantzcke Betty Stöve              | 6-4, 6-2      |
| 25 de febrero de 1974    | Chris Evert Billie Jean King (2)             | Françoise Durr Betty Stöve               | 3-6, 6-4, 6-4 |
| 10 de febrero de 1975    | Chris Evert (2) Martina Navrátilová          | Margaret Smith Court Olga Morozova       | 6-2, 7-6      |
| 26 de enero de 1976      | Olga Morozova Virginia Wade                  | Evonne Goolagong Martina Navrátilová     | 6-7, 6-4, 6-4 |
| 7 de febrero de 1977     | Rosie Casals (2) Chris Evert (3)             | Margaret Smith Court Betty Stöve         | 6-3, 6-4      |
| 30 de enero de 1978      | Betty Stöve Evonne Goolagong                 | Rosie Casals Joanne Russell              | 6-1, 6-4      |
| 29 de enero de 1979      | Rosie Casals (3) Betty-Ann Stuart            | Ilana Kloss Greer Stevens                | 3-6, 7-5, 7-5 |
| 21 de enero de 1980      | Billie Jean King (3) Martina Navrátilová (2) | Sylvia Hanika Kathy Jordan               | 6-3, 6-4      |
| 26 de enero de 1981      | Martina Navrátilová (3) Pam Shriver          | Barbara Potter Sharon Walsh              | 6-3, 6-1      |
| 25 de enero de 1982      | Martina Navrátilová (4) Pam Shriver (2)      | Rosie Casals Wendy Turnbull              | 7-5, 6-4      |
| 14 de febrero de 1983    | Martina Navrátilová (5) Pam Shriver (3)      | Kathy Jordan Anne Smith                  | 6-1, 6-2      |
| 6 de febrero de 1984     | Billie Jean King (4) Sharon Walsh            | Barbara Potter Pam Shriver               | 5-7, 6-3, 6-3 |
| 16 de septiembre de 1985 | Kathy Jordan Elizabeth Smylie                | Elise Burgin Joanne Russell              | 6-2, 6-2      |
| 10 de noviembre de 1986  | Claudia Kohde-Kilsch Helena Suková           | Steffi Graf Gabriela Sabatini            | 6-7, 7-6, 6-3 |
| 9 de noviembre de 1987   | Claudia Kohde-Kilsch (2) Helena Suková (2)   | Zina Garrison Lori McNeil                | 6-4, 6-3      |
| 7 de noviembre de 1988   | Lori McNeil Betsy Nagelsen                   | Larisa Neiland Natasha Zvereva           | 6-4, 3-6, 6-4 |
| 6 de noviembre de 1989   | Larisa Neiland Natasha Zvereva               | Jana Novotná Helena Suková               | 6-3, 2-6, 6-3 |
| 12 de febrero de 1990    | Martina Navrátilová (6) Anne Smith           | Arantxa Sánchez Vicario Nathalie Tauziat | 6-7, 6-4, 6-3 |
| 11 de febrero de 1991    | Gigi Fernández Jana Novotná                  | Martina Navrátilová Pam Shriver          | 6-2, 6-4      |
| 10 de febrero de 1992    | Martina Navrátilová (7) Pam Shriver (4)      | Katrina Adams Zina Garrison              | 6-4, 7-6      |
| 8 de febrero de 1993     | Katrina Adams Zina Garrison                  | Amy Frazier Kimberly Po                  | 7-6, 6-3      |
| 7 de febrero de 1994     | Gigi Fernández (2) Natasha Zvereva (2)       | Manon Bollegraf Martina Navrátilová      | 6-3, 3-6, 6-4 |
| 6 de febrero de 1995     | Gabriela Sabatini Brenda Schultz             | Tami Jones Marianne Witmeyer             | 5-7, 7-6, 6-4 |
| 28 de octubre de 1996    | Lisa Raymond Rennae Stubbs                   | Angela Lettiere Nana Miyagi              | 6-1, 6-1      |
| 3 de noviembre de 1997   | Alexandra Fusai Nathalie Tauziat             | Lindsay Davenport Monica Seles           | 6-3, 6-2      |